# Février 2002

## Samedi2 février 2002
- En France, à propos de l'affaire Schuller, Alain Juppé dénonce le PS qui mènerait une « campagne ordurière » et « attaquerait les personnes en remuant la m… ». Le 3, au Grand Jury RTL-Le Monde, il réitère ses accusations.
- Du 2 au 3 février, à Munich, Conférence internationale sur la Sécurité. Plusieurs États d'Europe occidentale, la Russie et la Chine se démarquent du président George W. Bush, qui dans son discours sur l'état de l'Union, le 29 janvier, avait qualifié l'Irak, l'Iran et la Corée du Nord d'« Axe du Mal ».

## Dimanche3 février 2002
- Au Cambodge, le Parti du peuple cambodgien, rafle 60 % des suffrages et 98.5 % des 1 621 mairies lors des premières élections municipales organisée dans le pays[1].

## Lundi4 février 2002
- En France :
  - Dans l'Affaire Elf, clôture de l'instruction pour « abus de biens sociaux et abus de confiance ». Elle avait été ouverte de 1994. Le 23, le juge Renaud Van Ruymbeke annonce aux parties concernées sa réouverture prochaine.
  - Dans le cadre de l'enquête, ouverte en février 2001, sur le projet d'attentats visant Strasbourg, un islamiste algérien Yacine Akhnouche est arrêté, mis en examen et emprisonné le 8 février. Lors de l'enquête il reconnaît s'être entraîné en Afghanistan avec le Franco-marocain Zacharias Moussaoui, inculpé aux États-Unis pour sa participation à la préparation des attentats du  11 septembre, et avoir été en contact avec plusieurs personnes liées à Oussama ben Laden.
- Aux États-Unis, le président George W. Bush présente au Congrès son projet de budget pour 2003. Il est y prévu la plus forte hausse des dépenses militaires depuis 20 ans, soit : 379 milliards de dollars ce qui représente une augmentation nette de 48 milliards (+14,5 %).

## Mardi5 février 2002
- Le secrétaire d'État américain Colin Powell met en doute les intentions du président vénézuélien Hugo Chávez, concernant le « respect de la démocratie » et la « lutte antiterroriste ».

## Mercredi6 février 2002
- Le ministre français des Affaires étrangères Hubert Védrine, évoque le « simplisme » de l'approche américaines des réalités internationales.
- Au Royaume-Uni, début des cérémonies du jubilé de la reine Élisabeth II.

## Jeudi7 février 2002
- En France, devant la Commission économique de la Nation, le ministre des Finances Laurent Fabius révise à la baisse ses prévisions de croissance pour 2002, en les portant de 2,5 % à 1,5 %.
- Du 7 au 9 février, visite aux États-Unis, du premier ministre israélien Ariel Sharon. Il n'arrive pas à obtenir du président George W. Bush que celui-ci déclare considérer le président de l'Autorité palestinienne, Yasser Arafat, comme « hors jeu ».
- À Caracas (Venezuela), le colonel d'aviation Pedro Soto prend la tête d'une manifestation réclamant la démission du président Hugo Chávez. Le 9, le capitaine de la garde nationale Pedro Flores et le 18, le contre-amiral Carlos Molina réclament à leur tour, sa démission.

## Vendredi8 février 2002
- Au Palais de l'Élysée, à Paris, autour du président Jacques Chirac, premier sommet du NEPAD (Nouveau partenariat pour le développement de l'Afrique), consacré à son démarrage.
- En Algérie, le chef supposé du GIA, Antar Zouabri, recherché depuis 1998 est tué par les forces de sécurité de Boufarik.
- Cérémonie d'ouverture, sous très haute surveillance, des XIXes Jeux olympiques d'hiver, à Salt Lake City (États-Unis), en présence de 52 000 spectateurs. Cette cérémonie est ordonnée autour de l'évocation des attentats du 11 septembre et du drapeau américain retrouvé dans les décombres du World Trade Center, et porté par des athlètes, des policiers et des pompiers new-yorkais, et la veuve d'une des victimes de l'avion précipité contre le Pentagone. Les jeux doivent se dérouler jusqu'au 24 février.

## Samedi9 février 2002
- Lors de leur réunion à Cáceres (Espagne), les ministres des Affaires étrangères de l'Union européenne critiquent « prudemment » l'unilatéralisme du gouvernement américain.
- Décès de la princesse Margaret, à l'âge de 71 ans. Elle était la sœur cadette de la reine Élisabeth II.

## Dimanche10 février 2002
- Un père de famille de 30 ans, malade depuis juillet 2000, meurt du nouveau variant de la maladie de Creutzfeldt-Jakob. Il est la quatrième victime française et sa veuve s'associe à l'action judiciaire engagée en novembre 2000 par les familles des trois précédentes victimes.
- Deux Palestiniens armés attaquent le site de Beerscheba dans le sud d'Israël et tuent 2 femmes-soldats israéliennes avant d'être tués. Tsahal effectue de nouveaux raids de représailles dans le nord de la bande de Gaza.

## Lundi11 février 2002
- En France : 
  - Le Président Jacques Chirac, en visite à Avignon, annonce officiellement sa candidature à sa propre succession, à la présidence de la République. Le soir même, sur TF1, il exprime sa « passion pour la France » et son « expérience », se réclamant d'une France « ouverte et généreuse » qu'il s'agit de « remettre à l'endroit ».
  - Du 11 au 21 février, devant la cour d'Assise de Toulouse, procès de Patrice Allègre. Poursuivi pour 6 viols et 5 meurtres. Il est condamné à la réclusion criminelle à perpétuité, assortie d'une période de sûreté de 22 ans.

## Mardi12 février 2002
- Ouverture du procès devant le TPIY de l'ancien président Slobodan Milošević accusé de « crimes de guerre » et de « crimes contre l'humanité » en Croatie pour la période 1991-1992 et au Kosovo en 1999, et « génocide » en Bosnie pour la période 1992-1995. Slobodan Milošević conteste la légitimité de ce tribunal, et assure seul sa défense aux audiences, conseillé de l'extérieur, notamment par l'avocat français Jacques Vergès et par l'avocat américain Ramsay Clarke.
  - Le 14, il tient tête, seul face aux juges pendant près de 5 heures. Il retourne avec maestria les accusations et dénonce les « manipulations occidentales » au Kosovo.
  - Le 18, il se justifie à propos des guerres de Croatie et de Bosnie.

## Mercredi13 février 2002
- Au cours d'une conférence de presse, le président George W. Bush, en présence du président pakistanais Pervez Musharraf, annonce qu'il emploierait tous les moyens « nécessaires » pour empêcher l'Irak de se doter d'« armes de destruction massive ».

## Jeudi14 février 2002
- En France :
  - L'ancien ministre socialiste des Affaires sociales (1992-1993) et président d'honneur de ma Mutuelle retraite de la Fonction publique, René Teulade, est mis en examen.
  - Décès de Geneviève de Gaulle-Anthonioz à l'âge de 81 ans. Elle était la nièce du général De Gaulle et fut présidente de l'association ATD Quart-Monde jusqu'en septembre 2001.
- À l'aéroport de Kaboul, le ministre de l'Aviation civile Abdul Rahman est assassiné par lynchage, par de pseudo-pèlerins en partance pour La Mecque. Le nouveau président Hamid Karzai parle d'« assassinat planifié » et désigne six suspects haut placés dont un général. Le 15, deux d'entre eux sont arrêtés en Arabie saoudite.

## Vendredi15 février 2002
- Aux États-Unis :
  - Le secrétaire d'État américain Colin Powell, affirme, dans un entretien au Financial Times, que Hubert Védrine a des vapeurs, et traite d'« excité » le commissaire européen aux Relations extérieures, le britannique Chris Patten, qui avait abondé dans le sens du ministre français des Affaires étrangères.
  - Le département d'État américain indique que l'ambassadeur de France, François Bujon de l'Estang, a été « convoqué » par une adjointe de Colin Powell.
- À Rome, entretiens entre les premiers ministres Tony Blair et Silvio Berlusconi, avec la signature d'une déclaration commune en faveur d'une plus grande flexibilité de l'emploi et d'une ouverture accrue des marchés européens à la concurrence.
- Lionel Messi signe son premier contrat professionnel avec le FC Barcelone.

## Samedi16 février 2002
- En France :
  - Décès de l'ancien président du syndicat agricole FNSEA Raymond Lacombe à l'âge de 79 ans.
  - Du 16 au 17 février, à Lyon, convention nationale du Front national. Dans son discours de clôture Jean-Marie Le Pen qualifie Jacques Chirac de « prince du mensonge » et de « serial menteur ».
- Attentat-suicide par un kamikaze palestinien contre la colonie juive de Karnei Shomron en Cisjordanie : 2 adolescents sont tués et 26 autres personnes blessées. Nouvelles représailles de Tsahal.
  - Le soir même, à Tel-Aviv, plusieurs milliers de manifestants pacifistes réclament la « fin de l'occupation » israélienne des territoires palestiniens pour mettre fin au terrorisme.
- Au Zimbabwe, le Suédois Pierre Schori, chef de la délégation des observateurs étrangers européens chargés de surveiller le bon déroulement de la prochaine élection présidentielle en mars, est expulsé.
  - le 18, La Commission européenne annonce des sanctions.
  - le 25, à quelques jours des élections, le chef de l'opposition Morgan Tswangirai est inculpé pour « haute trahison » et pour avoir « planifié l'assassinat du président », cependant il est laissé en liberté.

## Dimanche17 février 2002
- Le vieux  franc français cesse d'avoir officiellement cours comme monnaie nationale au bénéfice de l'euro. Une brève cérémonie a lieu au ministère des Finances à Bercy.
- Du 17 au 23 février, tournée du président George W. Bush en Asie.
  - du 17 au 19, au Japon,
  - du 20 au 21, en Corée du Sud, où ont lieu des manifestations antiaméricaines,
  - du 22 au 23, en Chine, où il n'obtient aucun engagement en matière de lutte contre la prolifération d'armes de guerre.

## Mardi19 février 2002
- Attaque d'éléments du Hamas à Ein Arik en Cisjordanie : 6 soldats israéliens sont tués. Tsahal intensifie ses représailles et tue 26 Palestiniens en 24 heures.

## Mercredi20 février 2002
- En France, le premier ministre Lionel Jospin annonce sa candidature à l'élection présidentielle, dans une « lettre aux français ». Il est le 24, plébiscité lors d'un congrès extraordinaire du Parti socialiste, à la Mutualité à Paris.
- En Égypte, au sud du Caire, un accident de chemin de fer fait près de 400 morts.

## Jeudi21 février 2002
- En France : 
  - le TGI de Paris, rejette une demande d'interdiction, formulée par l'Agrif, contre l'affiche du dernier film de Constantin Costa-Gavras, Amen qui représente une superposition de la croix chrétienne et de la croix gammée.
  - Publication du recensement agricole qui fait état de la disparition de plus d'une exploitation agricole sur trois entre 1988 et 2000.
  - Décès du doyen Georges Vedel à l'âge de 91 ans. Il fut une des plus grandes autorités du dernier demi-siècle en matière de droit constitutionnel.
- En Colombie, à la suite de l'enlèvement, du sénateur Jorge Gechen Turbay, le 19 février dernier, le président Andres Pastrana rompt les négociations avec la guérilla marxiste des Farc et l'armée lance une offensive. Le 23, la franco-colombienne Ingrid Betancourt, ancienne sénatrice et candidate écologiste à l'élection présidentielle du 26 mai, est enlevée à son tour.
- Au Pakistan, le gouvernement américain et le gouvernement pakistanais annoncent que les ravisseurs de Daniel Pearl, envoyé spécial du Wall Street Journal en Asie du sud, et enlevé le 23 janvier à Karachi, ont fait parvenir, au consulat américain de Karachi une cassette vidéo représentant sa mise à mort. On y voit ses ravisseurs islamistes l'égorger, puis le décapiter.

## Vendredi22 février 2002
- En Angola, le chef de l'Unita, Jonas Savimbi, 67 ans, en guerre contre le régime de Luanda depuis 1975, est tué au cours d'un combat contre l'armée gouvernementale.
- Au stade d'Antananarivo à Madagascar, devant cent mille partisans, le maire et opposant Marc Ravalomanana, s'autoproclame président de la République malgache, après avoir gagné les élections. Le président en place, Didier Ratsiraka, contestant ces résultats, proclame l'état de « nécessité nationale » qui lui octroie les pleins pouvoirs.

## Samedi23 février 2002
- En France :
  - À Toulouse, convention de l'UMP, rassemblant les partisans de Jacques Chirac. Le président de l'UDF François Bayrou, candidat concurrent à l'élection présidentielle, s'invite in extremis. Il est chahuté par la salle.
  - Du 22 au 24 février, à Nice, convention du MNR, lors de laquelle Bruno Mégret affirme que sa candidature présidentielle est un « point de non-retour ».
- En Colombie :
  - À Florencia Íngrid Betancourt est enlevée par les FARC (Forces armées révolutionnaires de Colombie). Elle est libérée le 2 juillet 2008 (soit 2323 jours de captivité).

## Dimanche24 février 2002
- À Paris, le président-candidat Jacques Chirac inaugure le Salon international de l'agriculture, où il s'attarde plus de cinq heures.
- Le cabinet de sécurité israélien, décide la prolongation du blocus du président de l'autorité palestinienne Yasser Arafat, tout en l'autorisant à circuler dans la ville « autonome ».
- Fin des XIXes Jeux olympiques d'hiver, à Salt Lake City (États-Unis). Bilan : Allemagne 35 médailles dont 12 d'or, Norvège 34 médailles dont 11 d'or, États-Unis 34 médailles dont 10 d'or, et la France (6e) avec 11 médailles.

## Lundi25 février 2002
- En France :
  - À Paris, le premier ministre-candidat Lionel Jospin visite le Salon nautique international de Paris. Il annonce de remplacement du ministre de l'Agriculture Jean Glavany, qui doit prendre la direction de sa campagne, par François Patriat qui était jusqu'alors secrétaire d'État aux PME.
  - Décès de François Bloch-Lainé à l'âge de 89 ans. Il présida la Commission chargée d'évaluer la situation de la France au début du premier septennat de François Mitterrand en 1981.
- Le président israélien Moshe Katsav, invite le prince-héritier d'Arabie saoudite Abdallah ben Abdelaziz Al Saoud, à venir à Jérusalem exposer ses propositions de paix (normalisation complète en échange d'un retour aux frontières de 1967).

## Mardi26 février 2002
- À Strasbourg, la Cour européenne des droits de l'homme estime « légitime et raisonnable » de pouvoir refuser l'adoption aux homosexuels.
- Le Premier ministre israélien Ariel Sharon se dit prêt à discuter des propositions de paix des saoudiens car elles ont reçu le soutien des États-Unis, de l'Union européenne, de l'Égypte et de la Jordanie. Les raids israéliens de représailles se poursuivent dans les territoires occupés.

## Mercredi27 février 2002
- En France : 
  - 109 parlementaires UDF et Démocratie libérale publient dans le Figaro un appel à voter pour Jacques Chirac, tandis que 92 parlementaires UDF apportent leur soutien à François Bayrou.
  - Dans un discours-programme prononcé à Saint-Cyr-sur-Loire, Jacques Chirac, propose une baisse de 5 % de l'impôt sur le revenu dès 2002

## Jeudi28 février 2002
- En Europe, les dernières monnaies nationales ont cessé d'avoir valeur légale, au profit de l'euro.

## Décès
- 1er février : Hildegarde Knef, actrice allemande.
- 2 février : Jacques Hondelatte, architecte français.
- 3 février :
  - André Diligent, homme politique français.
  - Raymond Gérôme, acteur et metteur en scène belge.
  - Julien Rassam, acteur français.
- 6 février : Guy Stockwell, acteur américain (° 16 novembre 1934).
- 9 février : Princesse Margaret, sœur cadette de la reine Élisabeth II (° 1930).
- 10 février : Traudl Junge, secrétaire d'Adolf Hitler (° 16 mars 1920).
- 13 février : Waylon Jennings, chanteur de country américain (° 15 juin 1937).
- 14 février : Geneviève de Gaulle-Anthonioz, militante caritative française, ancienne résistante et nièce du Général de Gaulle.
- 15 février : Daniel Pearl, journaliste américain tué par les Talibans au Pakistan.
- 16 février : Raymond Lacombe, ancien président de la Fédération nationale des syndicats d'exploitants agricoles (FNSEA).
- 19 février : Rachel Pludermacher, résistante juive lituanienne vivant en France (° 5 novembre 1908).
- 21 février : Georges Vedel, académicien français et ancien membre du Conseil constitutionnel.
- 22 février :
  - Chuck Jones, dessinateur américain (Bugs Bunny).
  - Jonas Savimbi, chef de l'Union nationale pour l'indépendance de l'Angola (UNITA).
- 25 février : François Bloch-Lainé, haut fonctionnaire et ancien président du Crédit lyonnais.

## Naissances
- 1 février : 
  - Joan Gonzàlez, footballeur espagnol
  - Saba Sazonov, footballeur géorgien
- 2 février : Inoxtag, vidéaste web franco-algérien
- 5 février : 
  - Tim Lemperle, footballeur allemand
  - Moses Usor, footballeur nigérian
- 6 février : Tailaire Laguerre, comédien canadien
- 8 février : 
  - Jaden Philogene, footballeur anglais
  - Rômulo, footballeur brésilien
- 10 février : Lasse Nordås, footballeur norvégien
- 14 février : Nick Woltemade, footballeur allemand
- 15 février : 
  - Luca Kronberger, footballeur autrichien
  - Bernhard Zimmermann, footballeur autrichien
- 18 février : Gonzalo Tapia, footballeur chilien
- 20 février : Lorenzo Pirola, footballeur italien
- 21 février : Marcus & Martinus, duo de chanteurs pop norvégien
- 22 février : David Pech, footballeur tchèque
- 24 février : 
  - Dirk Proper, footballeur néerlandais
  - Lazar Samardžić, footballeur serbe
- 25 février : Filip Stanković, footballeur serbe